# Kampania sześciodniowa
Kampania sześciodniowa (fr. Campagne des Six-Jours) pomiędzy 10 a 14 lutego 1814, to seria ostatnich zwycięstw cesarza Napoleona I w wojnie z wojskami VI koalicji antyfrancuskiej w obronie Franche-Comté i Paryża. 
Z armią liczącą jedynie 30 tysięcy ludzi, cesarz stawił czoła ponad półmilionowym siłom, podzielonym na kilka armii dowodzonym przez feldmarszałków Blüchera i Schwarzenberga nie licząc innych. 
W czasie tej krótkiej kampanii Napoleon I pokonał Blüchera czterokrotnie. W bitwach pod Champaubert, Montmirail, Château-Thierry i Vauchamps Napoleon I zdołał zadać straty w wysokości 17 750 zabitych i rannych 120-tysięcznej armii Blüchera z wojskiem, którego liczebność nie przekraczała 30 tysięcy. Młode wojsko cesarza zdało egzamin. Od czasu kampanii włoskiej nigdy nie wymagał tak wiele od żołnierzy, co zimą 1814. Potwierdziła się jedna z jego maksym, że wojny wygrywa mądry wódz nogami swych żołnierzy. Kampania sześciodniowa, mimo błędów marszałków i generałów, okazała się zwycięską, co doprowadziło do uznania jej przez historyków za najznakomitszą kampanię cesarza. 
W rzeczywistości zwycięstwa Napoleona I, choć błyskotliwe, nie były na tyle znaczącymi, by zmienić w sposób decydujący strategicznego obrazu wojny, a armia Blüchera, choć pobita, wciąż zagrażała stolicy Francji, która wpadła w ręce koalicjantów 31 marca (obrona Paryża).

## Bitwy kampanii sześciodniowej
- Champaubert (10 lutego) – Rosjanie stracili 4000 ludzi, rosyjski generał Ołsufiew dostał się do niewoli, przy obliczanych na około 200 ludzi stratach francuskich[2].
- Montmirail (11 lutego) – 4000 strat sprzymierzonych wobec 2000 francuskich[3].
- Château-Thierry (12 lutego) – Prusacy stracili 1250 ludzi, Rosjanie 1500 (ponadto 9 dział), a Francuzi około 600 ludzi[4].
- Vauchamps (14 lutego) – 7000 Prusaków i 16 dział wobec straty około 600 Francuzów[5].